# James Aubrey (aktor)
James Aubrey, właściwie James Aubrey Tregidgo (ur. 28 sierpnia 1947 w Klagenfurt am Wörthersee, zm. 6 kwietnia 2010 w Sleaford) – brytyjski aktor filmowy, telewizyjny i teatralny.

## Życiorys
Urodził się w Klagenfurt am Wörthersee w Austrii jako syn Edny May Tregidgo (z domu Boxall) i majora Aubreya Jamesa Tregidgo. Miał siostrę Janet Fleming. Uczęszczał do prywatnej szkoły dla chłopców Wolmer's Schools w Kingston na Jamajce, w Niemczech i Singapurze. W latach 1967–1970 studiował aktorstwo w Drama Centre London.
W marcu 1962 zadebiutował na scenie Wilmington Playhouse w roli Philipa w przedstawieniu Isle of Children w reżyserii Julesa Dassina, w którym grał również 11 razy na Broadwayu w Cort Theatre (1962). Występował potem na deskach Citizens' Theatre (1970–1972) w Glasgow, m.in. jako Sir Andrew Aguecheek w komedii szekspirowskiej Wieczór Trzech Króli i jako pan perski Theridamas w spektaklu Christophera Marlowe’a Tamerlan Wielki, a także w takich teatrach jak Royal Court Theatre (1973), Cambridge Arts Theatre (1973–1974), Royal Shakespeare Company (1974–1975) – jako Sebastian w Burzy i Froth w Miarce za miarkę, Birmingham Repertory Theatre, Comedy Theatre i The Old Vic.
W 1963, w wieku 14 lat został wybrany spośród 3 tys. chłopców do roli głównego bohatera Ralpha w ekranizacji powieści Williama Goldinga Władca Much. Był obsadzony w horrorze Terror (1978) u boku Petera Mayhew, Michaela Craze, Williama Russella i Glynis Barber. Zagrał postać nieszczęsnego piosenkarza pop, B.J. w muzycznym mockumencie o brytyjskim zespole punkrockowym Sex Pistols The Great Rock ’n’ Roll Swindle (1980), wyreżyserowanym przez Juliena Temple.
Był żonaty z Agnes Kristin Hallander. Ze związku z Patricią Barzyk miał córkę Sarah. Zmarł 6 kwietnia 2010 w Sleaford w wieku 62 lat na zapalenie trzustki.

## Wybrana filmografia
- 1963: Władca Much jako Ralph
- 1979: Powrót Świętego jako Ingo
- 1980: The Great Rock ’n’ Roll Swindle jako B.J.
- 1983: Zagadka nieśmiertelności jako Ron
- 1987: Krzyk wolności jako drugi oficer kontroli paszportowej
- 1996: Milczący świadek jako DI Hartley
- 1997: Strażnicy Apokalipsy (The Apocalypse Watch, TV) jako Winston Ross
- 2001: Zawód: Szpieg jako Mitch Alford